# Ханс Закс
Ханс Закс (Нирнберг, 5. новембар 1494 — , 19. јануар 1576) је био немачки књижевник, обућар, припадник мајстерзанга.
Изванредно плодан, писао песме, изреке, басне, покладне игре, трагедије и комедије. Најбоље су му покладне игре (нпр. Путујући ђак у рају, Ђаво са старицом) у којима, мада формално недотерано, сатирично слика друштвене прилике и напада римску цркву.